# Степове генерал-губернаторство
Степове генерал-губернаторство (рос. Степное генерал-губернаторство) — генерал-губернаторство Російської імперії та Російської республіки у 1882–1918.

## Історія
У 1882 з ініціативи військового міністра Петра Ванновського скасовано Західно-Сибірське генерал-губернаторство, з частини якого було утворено Степове генерал-губернаторство. Головним завданням було посилення російської влади у Східному Казахстані та киргизьких степах, що на кордоні з імперією Цін.
У 1899 після повернення Семиріченської області до Туркестанського генерал-губернаторства стало розглядатися питання про ліквідацію Степового генерал-губернаторства, оскільки на думку центральної влади його області були достатньо зросійщені та колонізовані. Вперше це питання постало в 1901 з ініціативи військового міністра П. Сипягіна.
У 1908 вже Державна дума постала питання, що слід ліквідувати посаду генерал-губернатора та його канцелярію з метою скоротити видатки.
Втім у 1912 Державна рада вирішила відхили схвалений Державною думою подібний законопроєкт.

## Адміністративний устрій
На чолі стояв генерал-губернатор, який одночасно очолював Омський військовий округ та був наказним отаманом Сибірського козацького війська. Йому підкорялися губернатори областей та усі поліцейські та військові частини.
Спочатку складалося з Акмолінської й Семипалатинської областей. 1891 року зі складу Туркестанського генерал-губернаторства було передано Семиріченську область (1899 року її було повернуто під оруду туркестанського генерал-губернатора).

## Генерал-губернатори
- Герасим Ковпаковський (1882—1889)
- Максим Таубе (1889—1900)
- Микола Сухотін (1901—1906)
- Іван Надаров (1906—1908)
- Євген Шміт (1908—1915)
- Микола Сухомлинов (1915—1917)

## Комісар Тимчасового уряду
- Олександр Новосьолов (1917—1918)